# 众议院 (波兰)

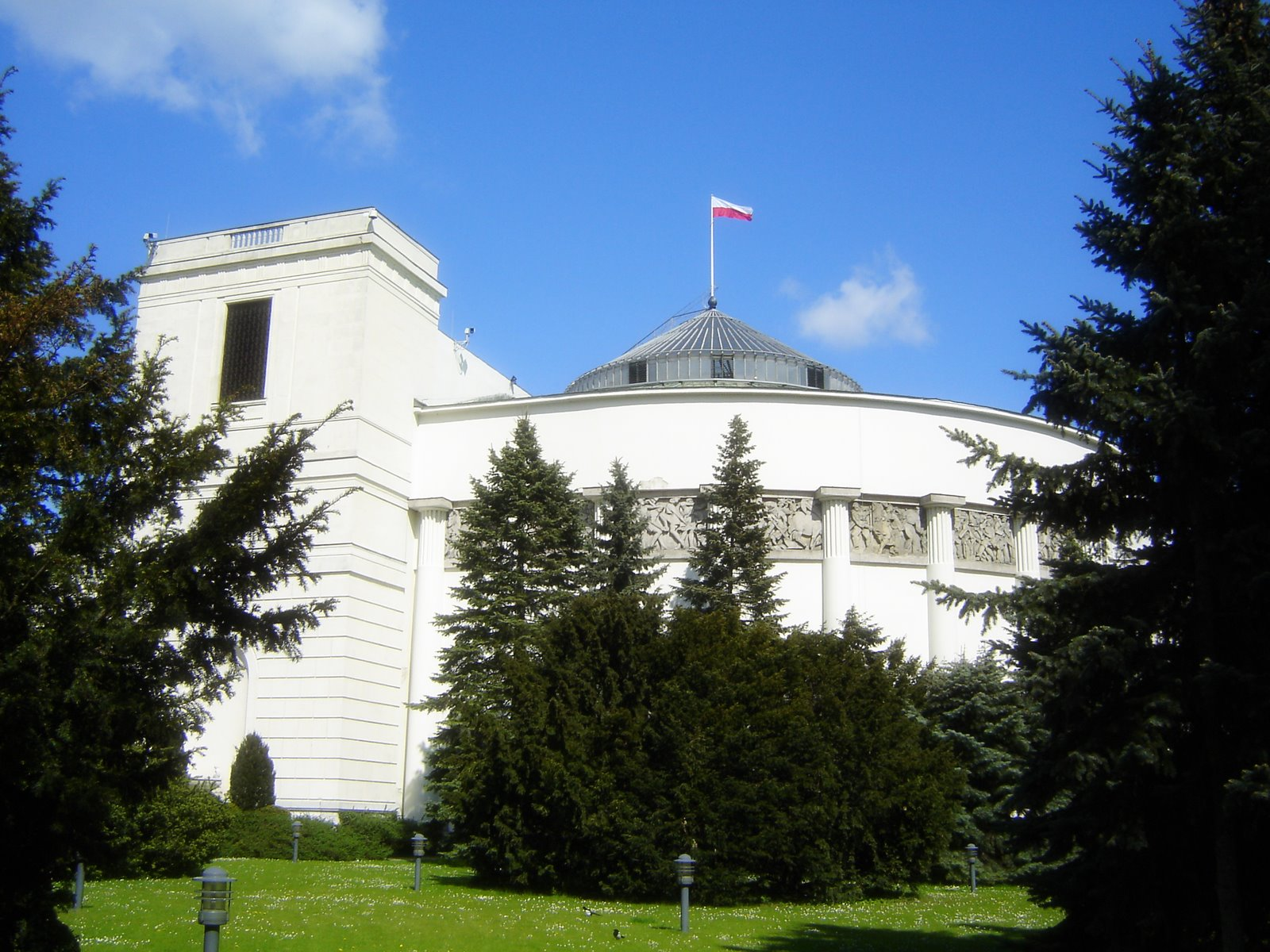
位于华沙的波兰共和国众议院

波兰共和国众议院（波蘭語：Sejm Rzeczypospolitej Polskiej），音譯瑟姆（Sejm，發音：[sɛjm] ⓘ），是波兰议会的下议院。其自波蘭立陶宛時代起存在，建立了波蘭民主制的傳統，並一路延續到現代。
在20世纪前，词语“Sejm”指的是由三大议院组成的整个波兰议会，包括下院（Izba Poselska）、上院（Senat）以及国王，是称呼三大阶层国会的常用名词。然而随着波兰第二共和国（1918年－1939年）的建立，“Sejm”一詞开始被用于专指国会下院；而上院则被称为“Senat”。

## 议会简史
18世纪，波兰处于沙俄控制之下。1788年10月成立了爱国者占优势的议会，该议会在华沙开展活动约4年，故称“四年議會”。1791年5月3日通过了欧洲第一部宪法，即“五三宪法”。1792年5月俄国沙皇对波兰进行武装干涉，“四年议会”解散。
1919年波蘭復國，普选产生立法议会，1921年3月制定并通过波兰恢复独立后的第一部宪法，即波兰共和国宪法。
1944年波蘭人民共和國建立后，把二战前的两院制（众、参两院）改为一院制，撤销了上议院。1952年7月22日通过了波兰人民共和国宪法。1989年4月7日，波兰议会通过法案，恢复了战前的两院制，成立了由下议院和上议院组成的国民大会。
1992年8月1日，波兰议会通过了《关于波兰共和国立法当局与执行当局之间相互关系以及地方自治问题的宪法法令》（简称“小宪法”）。根据该法令，国家最高权力机关和立法机关是议会，执行权属总统和部长会议，司法权属独立的法院，实行三权分立制。1997年4月2日，波兰议会通过了新宪法，确立了三权分立制和以社会市场经济为主的经济体制。

## 议会地位

### 议会与总统的关系
波兰宪法规定，总统有权任命政府总理和政府，但政府必须通过议会的信任投票。如总统任命的政府得不到议会的信任，总统可以解散议会或者在两周内任命为期半年的临时政府。总统有权否决议会通过的法案，但不得否决财政预算法。对总统否决的法案，下議院可以五分之三的多数票予以驳回。对被驳回的法案，总统必须签署。

### 议会与部长会议（政府）的关系
波兰共和国国家权力的最高执行机构是部长会议。在上届政府向新一届下議院辞职后两周之内，由在议会选举中获胜的政党提出总理人选并组成新政府；新总理被总统任命后两周内向下议院介绍政府的组成人选并提出施政纲领，要求下议院进行信任表决。新政府须获得下议院半数以上，即超过231票的支持。政府对议会负责并报告工作，议会有权监督政府施政。

## 選舉辦法
每届任期4年，每4年在全国范围内进行换届选举。

### 选民资格
凡年满18岁的波兰公民，不分民族、性别、肤色、信仰、教育程度、社会出身、职业和财产状况，都有选举权。

### 候选人资格
每位具有选举权、年满21岁的波兰公民可当选众议员。全国各政党、社会团体及个人均有权提出众议员候选人，但须得到在本选区定居的至少5000名选民的签名支持。

### 选举规定
現時波蘭共和國下議院是以政黨名單循比例代表制選出，每個下議院選區選出7至19名議員，並以漢狄法分配議席(除了2001年用了聖拉古計算法)，而且設有得票門檻，除两席预留给德意志少数民族政党外，只有获得总票数5%以上的政党以及8%以上的政党联盟方可进入下议院。选举采取普遍、直接、无记名投票的方式进行。最迟在当届议会任期届满前90天，总统确定议会任期届满前30天的一个公休日为选举投票时间。以全国居民总数除以应选举产生的众议员总数为基数，确定各省选区数目及各选区应产生的议员名额。各政党须在规定时间内向全国选举委员会提交各选区候选人名单。候选人只能在一个选区参加竞选。全国选举委员会最迟在选举日前第52天以公告形式向选区选民公布候选人信息。全国共选举产生460名众议员，全国选举委员会在《法令报》上以公告的形式宣布选举结果，并在发布公告后14天内向众议长和最高法院递交选举报告。

### 负责选举的机构
分全国选举委员会、地区选举委员会和选区选举委员会三级机构，负责各自管辖区域内选举的筹备和组织事宜。

### 选举种类
分大选、补选和提前选举三种。根据波兰宪法，提前举行议会选举须经下议院三分之二多数表决通过。总统在听取两院议长的意见后，也可以缩短议会任期，提前举行大选。在议会通过决议或总统宣布决定之日起的45天内，总统须确定选举日期。

## 职权
（一）立法权议会根据宪法进行立法。国家大政方针、对外缔结条约等重大事项，均由议会以立法的形式确定。
（二）预算审批权议会对政府提交的财政预算法草案、修正案及预算执行情况报告进行审议和批准。
（三）监督权议会有权监督政府施政，可以对政府成员提出不信任案。议会有权成立特别委员会，对具有广泛社会影响的事件进行调查。
（四）人事权议会提名并任命国家高级公务员，如最高监察院院长、公民权利代言人、国家银行行长、国家广播电视委员会委员等。

## 机构

### 议长
职权为捍卫下议院的权利及荣誉，对外代表下议院，主持下议院工作，任免下议院办公厅工作人员等。

### 主席团
由议长和副议长组成，其任务包括制订下议院工作计划、与上议院保持联系、对议员的工作提供协助等。

### 参议会议
由议长、副议长、议员团主席组成，系下议院主席团的咨询机构，其主要任务是协调各议员团采取共同行动。

### 下议院委员会
由议员组成，任务为：审议法律草案，听取政府部门的工作报告和情况介绍，监督行政机关工作，完成下议院、议长和下议院主席团交办的事项。

## 委员会

### 常设委员会
- 行政和内务委员会
- 国家监察事务委员会
- 情报委员会
- 欧盟事务委员会
- 科教和青年事务委员会
- 议员道德委员会
- 公共财政委员会
- 经济委员会
- 基础设施委员会
- 体育和旅游委员会
- 文化传媒委员会
- 侨民事务委员会
- 少数民族委员会
- 国防委员会
- 环境、自然资源及森林保护委员会
- 宪法责任委员会
- 家庭和社会政策委员会
- 议员事务及规章委员会
- 农业和农村发展委员会
- 自治政府和地区政策委员会
- 国库委员会
- 外事委员会
- 司法和人权委员会
- 立法委员会
- 卫生委员会

### 专门委员会
- 法典编集专门委员会
- “友善型国家”与反对官僚主义专门委员会
- 宪法修订专门委员会
- 其他法律修订专门委员会

## 外部連結
- 官方网站 （页面存档备份，存于）
- Description of the modern Sejm's role in the Polish political system （页面存档备份，存于）
- CNN Election Watch （页面存档备份，存于）
- 波兰议会_中国人大网